# ジロ・デ・イタリア 1963
ジロ・デ・イタリア 1963(Giro d'Italia 1963) は、自転車による競走である「ジロ・デ・イタリア」の46回目のレースである。1963年5月19日から6月9日まで、全21ステージ、全行程4,058kmで行われた。

## 結果
フランコ・バルマミオンが総合2連覇を果たした。

### 総合成績
|    | 選手名                             | 国籍     | 時間            |
| -- | ---------------------------------- | -------- | --------------- |
| 1  | フランコ・バルマミオン             | イタリア | 116時間50分16秒 |
| 2  | ヴィットリオ・アドルニ             | イタリア | + 2分24秒       |
| 3  | ジョルジョ・ザンカナーロ           | イタリア | + 3分15秒       |
| 4  | ギド・デ・ロッソ                   | イタリア | + 6分34秒       |
| 5  | ディエゴ・ロンキーニ               | イタリア | + 10分11秒      |
| 6  | ヴィト・タッコーネ                 | イタリア | + 11分50秒      |
| 7  | イメリオ・マッシニャン             | イタリア | + 16分52秒      |
| 8  | ギド・カルレージ                   | イタリア | + 17分08秒      |
| 9  | グラツィアーノ・バッティスティーニ | イタリア | + 23分38秒      |
| 10 | カルロ・ブルニャーミ               | イタリア | + 25分36秒      |

### マリア・ローザ 保持者
| 選手名                 | 国籍     | 区間                 |
| ---------------------- | -------- | -------------------- |
| ヴィットリオ・アドルニ | イタリア | 第1-第3、第18        |
| ディエゴ・ロンキーニ   | イタリア | 第4-第11、第16-第17  |
| フランコ・バルマミオン | イタリア | 第12-第15、第19-最終 |

### 山岳賞
| 山岳賞 | ヴィト・タッコーネ |
| 2位    | ギド・ザンカナーロ |
| 3位    | フランコ・ビトッシ |